# Coefficient de biotope
Un coefficient de biotope ou coefficient de biotope par surface (CBS) ou coefficient de biotope à la parcelle  désigne la part (le pourcentage) d'une surface aménagée qui sera définitivement consacrée à la Nature (surface végétalisée et/ou favorable aux écosystèmes locaux et aux espèces locales) dans la surface totale d’une parcelle à aménager ou aménagée. 
Dans le cadre d’un urbanisme durable, ce coefficient vient en complément du « coefficient d’occupation des sols » ; il vise non seulement à conserver un certain taux de foncier non imperméabilisé et non artificialisé, mais aussi des services écosystémiques ; il peut s’appliquer tant sur des parcelles destinées à la construction neuve que sur des zones déjà construites et en cours de rénovation et c’est l’un des nouveaux « outils de gestion de la consommation d’espace ».
En France il est officialisé par la loi ALUR qui le propose sans l’imposer aux SCOT et PLU qui par contre doivent prendre en compte la biodiversité. Cette loi invite aussi les plans locaux d’urbanisme (PLU) à protéger le foncier agricole (et donc à limiter la périurbanisation) et à prendre en compte la préservation, le maintien ou la remise en état des continuités écologiques). Un des enjeux des CBS est d’ajouter de la nature en ville, sans pour autant agrandir la ville, par exemple en végétalisant des murs, clôtures, toitures, etc.
 

## Principes
Dans certains contextes (ville dense par exemple), cet espace de compensation peut aussi inclure - dans une certaine mesure, qui est précisée par le document d'urbanisme pertinent - des surfaces de toitures, balcons, terrasses, clôtures, murs et façades végétalisés de telle manière qu'elles puissent devenir des habitats pour diverses espèces locales, en plus des sols végétalisés ou revégétalisés s'ils sont nécessairement peu présents (en ville dense par exemple).
 
Le CBS peut éventuellement être une mesure compensatoire s'inscrivant dans une démarche ERC (éviter-réduire-compenser).  Il relève de plus en plus d’un principe de « neutralité en matière de dégradation des sols » et de « Biodiversity no net loss » (absence de perte nette de biodiversité) dans le contexte  des procédures d’évaluation environnementale et d’autorisation de certains projets qui pour être  accepté doivent faire la preuve de dégât limités et compensés, éventuellement avant même leur construction.

Un coefficient de biotope permet de moins artificialiser le milieu, l’aménagement pouvant même - théoriquement - atteindre la « neutralité vis-à-vis de l’environnement ». 

Le respect d’un coefficient de biotope suffisamment élevé contribue en quelque sorte à rembourser tout ou partie de sa dette écologique de l’aménageur et des usagers, par exemple - dans le cas idéal - en faisant en sorte que la construction soit positive en biodiversité (il y a plus de biodiversté après la construction qu’il n’y en aurait au même endroit sans la construction), ou par exemple que  son aménagement puisse contribuer à une trame verte urbaine au lieu de la dégrader ou d'interrompre un corridor biologique...
 
Cet espace végétalisé ainsi préservé ou restauré est considéré comme un biotope (ou une somme de biotopes) dédié à la nature sauvage où vit une certaine biocénose comprenant la faune, la fonge (champignons), et de très nombreux micro-organismes microbiens.
Il peut aussi se voir attribuer des vocations liées aux services écosystémiques fournis par le sol et la biodiversité (puits de carbone, entretien d’un microclimat plus clément, stockage et filtration/épuration des eaux météoriques, alimentation des nappes phréatiques, production de biomasse voire d’aliments par exemple dans le cadre d’une agriculture ou agrosylviculture urbaine… dans ce dernier cas, la production alimentaire justifie généralement qu’on y intègre de nombreuses espèces alimentaires non autochtones et se pose la question du mode de culture, biologique, intégré ou avec pesticides et engrais chimiques).
 

## Conditions de pertinence écologique
Les populations et collectivités d’Europe du Nord semblent les plus sensibles à cette question. 
En France le Code de l’urbanisme n’a pas précisé de principes ni de critères quant au niveau de valeur écologique que devraient atteindre les tâches ou le maillage vert issu du CBS. Néanmoins, on admet que sa valeur écologique et fonctionnelle augmentera s’il est bien articulé avec d’autres outils tels que le SRCE, le SCOT, la trame verte et bleue, les éventuelles réserves naturelles ou arrêtés préfectoraux locaux, et avec l’article L.123-1-5-III-2° du Code de l’urbanisme.   
Pour être réellement utiles à la biodiversité le CBS doit répondre à quelques conditions : 
- les espèces implantées doivent essentiellement être autochtones et adaptées au milieu et aux conditions de latitude, longitude, altitude, climat et microclimat en tenant compte de leurs interactions, entre elles et avec leur environnement (ombre, vent, évapotranspiration, présence éventuelle d’embruns salés sur le littoral, manque de rosée en ville, albédo, pollution, bulles de chaleur, pédologie et micro-microtopographie (le coefficient de biotope autorise souvent des plantes grimpantes et la végétalisation de toitures/terrasses/balcons ;
- à l'abri de la pollution lumineuse (fréquente en zone urbaine ou densément construite) ;
- ne pas être mise en situation de devenir un « piège écologique ».

En général la perte d’un mètre carré de sol ne saurait être écologiquement compensé par un mètre carré de mur végétal ou de toiture végétalisée. Pour chaque mètre carré de sol artificialisé, il faut idéalement plusieurs mètres carrés de compensation sur du bâti végétalisé.

## Histoire
Le coefficient de biotope (« Coefficient de biotope par surface » ou CBS) est utilisé depuis environ 30 ans (depuis 1998)[Quoi ?] par la ville de Berlin (Allemagne) dans ses projets d'urbanisme et de construction.
 

### Allemagne
Ce pays a été pionnier dans ce domaine, et Berlin ou le land de Rhénanie-du-Nord-Westphalie ont renforcé l’intérêt des habitants en faveur du CBS via une taxe pour la gestion des eaux pluviales qui est calculée sur la base du taux de surface imperméabilisée sur la parcelle (exemple : 1,90 € du mètre carré de surface imperméable en 2012 à Berlin).

### France
Dans ce pays, le principe a été testé puis introduit quelques années plus tard ; tout d'abord dans le PLU de Paris, puis dans plusieurs plans locaux d'urbanisme (PLU), avec par exemple le « coefficient de biotope différencié » de Montreuil ou Roubaix (Nord). 
Dans le cas de Roubaix, lors de la modification du PLUi de Lille Métropole il s’agissait d’inscrire un corridor écologique intra-urbain sur le secteur d’urbanisation assez dense de la gare de Roubaix. Un principe de coefficient de biotope par surface a été introduit dans l’OAP (« Orientations d’aménagement et de programmation ») de ce secteur, en vigueur depuis février 2014, mais  anticipée dans les projets du secteur. Le coefficient (0,5 pour le logement et 0,3 pour les autres usages su sol) ne s’applique à Roubaix qu’aux constructions neuves, faute de retour d’expérience sur la réhabilitation. Roubaix et Lille Métropole ont jugé que le CBS présentait plusieurs avantages : la densification urbaine est plus facile à réconcilier avec la renaturation de la ville. Le maître d’œuvre conserve une grande marge de liberté et le coefficient est une base de discussion avec les porteurs de projets urbains. Dans ce cas ce sont la commune et l’intercommunalité qui ont souhaité conjointement expérimenter ce coefficient ) ; après les trois premières opérations roubaisiennes, les collectivités ont conclu que la mesure n’a pas créé de surcoûts car les partis d’aménagement ont intégré l’objectif en amont. Une animation du dispositif en vers les porteurs de projets et les services instructeurs permet le rendre le « biotope » ainsi restauré compatible avec la trame verte communale et communautaire.
Le principe du Coefficient de biotope pourrait éventuellement être intégré dans le cadre du Grand Paris.
 
On reparle ensuite de CBS durant les débats sur le projet de  loi  pour  l’accès  au  logement  et  un  urbanisme  rénové (loi ALUR), estimant qu'il pourrait être l'un des indicateurs d’aménagement durable des zones urbanisées.
 
Et en 2015 l'Observatoire de la biodiversité végétale a fait une enquête, qui a conclu que le coefficient de biotope par surface (CBS) progressait parmi les prescriptions des documents d'urbanisme locaux.
 
La loi ALUR l'a alors encouragé au niveau national pour favoriser la renaturation des villes ou de zones d'activités ; le CBS peut y être intégré dans une « OAP » (Orientation d’Aménagement et de Programmation) dans le PLU et alors par exemple contribuer à restaurer :
- un microclimat (urbain ou périurbain) de meilleure qualité (avec notamment moins de bulles de chaleur[6]) ;
- des sols écologiquement plus fonctionnels (fonction de puits de carbone, fonction d'infiltration et d'épuration de l'eau au profit des nappes et cours d’eau, tout en limitant les risques d’inondation, de sécheresse, d’incendie, etc.) ;
- des éléments de  trame verte et bleue urbaine et une nature de proximité (en plus des quelques parcs et espaces verts généralement déjà présents) ;
- un air plus propre ;
- une meilleure qualité de vie ;
- des habitats naturels, semi-naturels, de substitution et des refuges pour la faune, la flore et la fonge[7].

 
Le règlement du PLU peut « imposer une part minimale de surfaces non imperméabilisées ou éco-aménageables, éventuellement pondérées en fonction de leur nature, afin de contribuer au maintien de la biodiversité et de la nature en ville ».
 

## Principes
Le coefficient de biotope a à la fois une dimension écologique et foncière ; il  fixe une « obligation de maintien ou création de surfaces non imperméabilisées ou éco–aménageables sur l’unité foncière qui peut être satisfaite de plusieurs manières : espace libre en pleine terre, surface au sol artificialisée mais végétalisée sur une profondeur minimale déterminée par le règlement, toitures et murs végétalisés... Les différentes manières de respecter cette obligation n’ayant pas la même efficacité du point de vue de la préservation de la biodiversité, le règlement du PLU peut ainsi prévoir un coefficient différent pour chacune d’entre elles qui permet de prendre en compte cette différence d’efficacité. Éventuellement dans le cadre d'une la séquence éviter-réduire-compenser, ou dans d'autres contextes ». L'alinéa III de l’article L. 123-1-5 du Code de l'Urbanisme porte sur le règlement du PLU ; il a été révisé et divisé en trois parties dont la troisième porte sur les caractéristiques architecturale, urbaine et écologique et encadre les possibilités de règlementer en matière de continuités écologiques et de coefficient de biotope ; « Des règles peuvent, en outre, imposer une part minimale de surfaces non imperméabilisées ou éco-aménageables, éventuellement pondérées en fonction de leur nature, afin de contribuer au maintien de la biodiversité et de la nature en ville».
 

## indicateur
Mesurer le  CBS existant permet aussi d’évaluer le degré de qualité environnementale d’une parcelle, d’un ilot, d’un quartier.   
 